# Blackshape Prime
Die Blackshape Prime ist ein einmotoriges, zweisitziges Leichtflugzeug des italienischen Flugzeugherstellers Blackshape aus Monopoli, das 2007 den Erstflug absolvierte und 2009 auf der Aero Friedrichshafen der Öffentlichkeit vorgestellt wurde. Es wird als „ready-to-fly-aircraft“ ausgeliefert.

## Entwicklung
Das Flugzeug ist als Tiefdecker mit Einziehfahrwerk, Verstellpropeller, zwei Sitzplätzen und geschlossenem Cockpit ausgeführt.
Das Design wurde ursprünglich von Compact Compositi srl in Turin unter dem Namen Millennium Master entwickelt. Als Basis diente der aus Holz gefertigte Asso-X Bausatz. Die Statische Struktur wurde dabei an der Universität Turin entworfen, während die Aerodynamischen Untersuchungen bei Alenia Aeronautica erfolgten.

## Technische Daten
| Kenngröße                       | Blackshape Prime                                     |
| Besatzung                       | 1                                                    |
| Passagiere                      | 1                                                    |
| Länge                           | 7,18 m                                               |
| Spannweite                      | 7,94 m                                               |
| Höhe                            | 2,41 m                                               |
| Flügelfläche                    | 9,96 m²                                              |
| Flügelstreckung                 | 6,3                                                  |
| Leermasse                       | 296,5 kg                                             |
| max. Startmasse                 | 472,5 kg                                             |
| Reisegeschwindigkeit            | 275 km/h                                             |
| Höchstgeschwindigkeit           | 300 km/h                                             |
| Höchstzulässige Geschwindigkeit | 340 km/h                                             |
| Mindestgeschwindigkeit          | 65 km/h                                              |
| Start- und Landerollstrecke     | 180 m                                                |
| Reichweite                      | 800 km (normal)                                      |
| erweiterte Reichweite           | 1700 km (mit Zusatztanks und ökonomischen Reiseflug) |
| Triebwerke                      | ein Rotax 912ULS                                     |
| Verbrauch                       | 14 l/h                                               |

| Abweichende / Erfahrungswerte gemäß Blackshape Owners Association (Seite nicht mehr abrufbar, festgestellt im Mai 2023. Suche in Webarchiven) |                             |
| Nutzbare Treibstoffmenge | 88 l von 100 l              |
| Leermasse (abflugbereit) | 380 kg                      |
| Reisegeschwindigkeit (75 % Leistung) | 220 km/h                    |
| Reichweite | 800 km (mit 30 min Reserve) |